# Шумеђе
Шумеђе су насељено мјесто у Славонији. Припадају граду Ораховици, у Вировитичко-подравској жупанији, Република Хрватска.

## Географија
Шумеђе се налазе око 6 км југоисточно од Ораховице.

## Становништво
Према попису становништва из 2011. године, Шумеђе су имале 33 становника.
| Националност       | 1991. | 1981. | 1971. | 1961. |
| Срби               | 51    | 51    | 61    | 70    |
| Хрвати             | 5     | 5     | 10    | 5     |
| Југословени        |       | 13    |       |       |
| остали и непознато | 8     | 1     |       |       |
| Укупно             | 64    | 70    | 71    | 75    |

| Демографија | Демографија | Демографија |
| Година      | Становника  | Становника  |
| ----------- | ----------- | ----------- |
| 1961.       | 75          |             |
| 1971.       | 71          |             |
| 1981.       | 70          |             |
| 1991.       | 64          |             |
| 2001.       | 46          |             |
| 2011.       |             | 33          |